# Universitatea Maritimă din Constanța
Universitatea Maritimă din Constanța este o instituție de învățământ superior de stat, acreditată, cu o ofertă educațională orientată spre domeniul de marină și navigație. Aceasta include două facultați:
- Facultatea de Navigație și Transport Naval
- Facultatea de Electromecanică Navală

## Istoric
1872-1989
În anul 1872 a fost înființată Școala Flotilei, la Galați, care a reprezentat primul pas spre instituționalizarea unor forme de instruire a ofițerilor de marină. Pe parcusul a doi ani de studiu, în această instituție s-au pregătit ofițeri și subofițeri, care au îndeplinit diferite funcții la bordul navelor Marinei Militare, dar și ale Flotei Comerciale Române.
Ideea apariției unei școli superioare de profil a fost susținută multă vreme, iar materializarea a venit în anul 1909, prin înființarea Școlii Navale Superioare, la Constanța. Începând cu anul 1910 denumirea școlii s-a schimbat în „Școala Militară de Artilerie, Geniu și Marină”, iar planul de învățământ a cuprins explicit disciplina „Navigație”.
În 1938 a fost înființată Secția Marină de Comerț, în cadrul aceleiași instituții. Începând cu anul 1948, Școala Navală primește numele de Școlile Marinei Militare, având în compunere atât școala de ofițeri, cât și pe cea de maiștri militari. Din 1950 instituția devine Școala de Ofițeri de Marină, apoi din 1954 Școala Superioară de Ofițeri de Marină, moment în care a fost inclusă în sistemul învățământului politehnic românesc. În anul 1969, școala a primit numele voievodului „Mircea cel Bătrân”.
Flota comercială proiectată la începutul anilor '70 avea nevoie de un număr sporit de ofițeri. De aceea, la sfârșitul anului 1971, s-a luat decizia înființării, la Constanța, a Institutului de Marină Civilă. 
Echipa de specialiști care a lucrat la întocmirea planului de învățământ și a programelor analitice era alcătuită din clc. Gheorghe Balaban, clc. Anton Beziris și comandor în rezervă Andrei Tudorică. Toți trei erau autori renumiți de lucrări în domeniul navigației. 
Institutul și-a deschis porțile în toamna anului 1972 ca urmare a Decretului Consiliului de Stat nr.38 din 4 februarie 1972 având statut de instituție de învățământ superior cu perosnalitate juridică pentru pregătirea ofițerilor din marină comercială. Cursurile se țineau în actualul local al Școlii nr. 43, de pe str. Unirii, nr. 22, iar studenții au fost cazați la căminele Institutului Pedagogic Constanța.
Pentru anul I de învățământ  superior de 4 ani, fuseseră planificate 11 grupe de studiu, din care: la secția navigație - 3 grupe pentru „Navrom” și 2 grupe pentru „Întreprinderea de Pescuit Oceanic”; la secția mecanică - 3 grupe pentru „Navrom” și o grupă pentru IPO; la secția electrică - 2 grupe pentru „Navrom”. 
În anul 1973 prin Decretului Consiliului de Stat nr. 502 din 29 august, Institutul de Marină Civilă Constanța se unește cu Școala Militară de Ofițeri Activi de Marină și formează Institutul de Marină „Mircea cel Bătrân” Constanța.
1990-2004
La data de 6 februarie 1990 a fost emisă Hotărârea Guvernului privind înființarea Institutului de Marină Civilă, semnată de prim ministrul în funcție la acea dată, domnul Petre Roman, prin care „Facultatea de Electromecanică Navală” și „Facultatea de Navigație” a Marinei Civile trec din cadrul Institutului de Marină "Mircea cel Bătrân" din subordinea Ministerului Apărării Naționale la Ministerul Învățământului, înființându-se Institutul de Marină Civilă, cu sediul în municipiul Constanța. La Facultatea de Electromecanică Navală durata studiilor va fi de 5 ani, iar absolvenții vor primi diploma de inginer electromecanic sau inginer electrotehnic, precum și brevetul de ofițer maritim în specialitatea respectivă. La Facultatea de Navigație a Marinei Civile durata studiilor va fi de 4 ani, iar absolvenții vor primi diplomă și brevet de ofițer maritim navigator.  Studenții anilor II, III și IV de la Facultatea de Electromecanică Navală și Facultatea de Navigație a Marinei Civile din cadrul Institutului de Marină Civilă vor primi livret militar iar cei din anul I vor efectua stagiul militar după absolvirea studiilor.” 
Astfel, Institutul de Marină Civilă constituit la acea vreme, a preluat atât studenții secțiilor de marină comercială, cât și cadrele didactice, care au asigurat pregătirea universitară a acestora. Odată cu aceștia s-a trecut în patrimoniul Institutului tradiția și competențele vechiului institut. În ședința de constituire au fost aleși Gavrilă Rican primul Rector al Instiutului, precum și Moise Nicolae Romulus primul decan al Facultății de Navigație, și Lucian Băluț primul decan al Facultății Electromecanică.
Noua instituție înființată își desfășoară activitatea în imobilul care a aparținut fostelor Comitete și Instituții de Partid, având în dotare și 2 nave laborator: nava școală cargou „Neptun” cu o capacitate de 5530 tdw și „Someș” cu o capacitate de 3250 tdw.
Începând cu promoția 1991, absolvenții Institutului de Marină Civilă puteau obține brevetul de ofițer maritim III (punte, mașină, electric). Examenul se organiza separat de examenul de absolvire și se desfășura sub egida Inspectoratului de Stat al Navigației Civile având loc de desfășurare Centrul de Prefecționare al Lucrătorilor din Marina Civilă (Ordinul nr. 5 din 29.09.1991 al Ministerului Lucrărilor Publice, Transporturilor și Amenajării Teritoriului, semnat de domnul Traian Băsescu, având funcția de subsecretar de stat în Transporturi Navale).
Celor două facultăți li s-a adăugat în anul 1992, Colegiul Universitar de Navigație Fluvială (inițial), după care a dobândit acreditare pentru specializare Maritimă și Fluvială, numindu-se Colegiul Universitar de Navigație Fluvială și Maritimă. Colegiul avea inițial trei specializări: Navigație Fluvială,  Electromecanică Fluvială și Radioelectronică cu durata de trei ani. Directori ai Colegiului au fost: conf.univ.dr.ing. Nicolae Bordea și prof.univ.dr.ing. Ion Zaharia. Absolvenții acestei forme de învățământ puteau susține examen de brevet pentru ofițer III. În prezent, ca urmare a modificărilor aduse de Procesul de la Bologna, Colegiul universitar a intrat în lichidare.
În ședința de Senat din 26.03.1993, având ca ordine de zi alegerea rectorului, prorectorului și secretarului științific al Senatului, în urma votului liber exprimat au fost aleși pentru un mandat de 4 ani următorii: Conf.dr.ing. Dinu Dumitru-Rector, Prof. Anton Beziris-Prorector, Prof.dr.ing. Mariana Jurian -Secretar Științific al Senatului.
La data de 9 februarie 1996 în ședința Senatului a fost aprobat textul primei Charte a Institutului de Marină Civilă, expresie a autonomiei universitare și a libertății academice a membrilor comunității academice.  Charta universitară statuează principiile și strategia dezvoltării universității, drepturile și obligațiile comunității academice.
Din 1997 în Universitatea Maritimă din Constanța s-au înființat cursuri post universitare: studii aprofundate (până în 1999)- (Sisteme avansate de operare în transportul naval, Ingineria sistemelor electromecanice navale) și studii Aprofundate-Master (începând din 1999). 
Institutul de Marină Civilă, ca urmare a H.G. nr. 85/2000, și-a schimbat denumirea în Universitatea Maritimă din Constanța. Acreditarea specializărilor universității a fost reconfirmată prin H.G. nr.696 din 17 august 2000.
Universitatea Maritimă din Constanța a devenit instituție organizatoare de  doctorat în baza Ordinului Ministrului Educației și Cercetării nr. 4225/02.08.2001. 
Conform Legii Învățământului, în 2002 s-a declanșat procedura de reevaluare periodică la CNEAA. În urma vizitelor efectuate în teritoriu tuturor celor trei specializări de inginerie li s-a prelungit acreditarea. Prin aceeași procedură au trecut specializările Colegiului Universitar de Navigație Fluvială și Maritimă, în 2003.
Specializările de tradiție din UMC: Electrotehnică Navală și Electromecanică Generală au făcut posibilă, prin colectivele de specialiști pe care le-au generat, constituirea a două centre de cercetare. 
Înființat în anul 2002, Centrul de Cercetare în Inginerie Mecanică Navală, a fost condus de prof.univ.dr.ing. Garabet Kumbetlian și, ulterior de prof.univ.dr.ing. Dumitru Dinu. Acreditat drept centru de tip C în ierarhia Consiliului Național al Cercetării Științifice din Învățământul Superior, centrul și-a dirijat activitatea către cercetări în domeniul energiei termice și mecanice. 
Începând din 2003 Centrul de Cercetare în Inginerie Mecanică Navală a fost acreditat pentru a putea susține cursuri de Responsabili cu atribuții în domeniul gestiunii energiei. Organizarea acestor cursuri se face în baza legii 199/2000 și a Ordinului Ministrului Industriei și Resurselor Nr. 245/2002. Universitatea este atestată prin Certificatul Nr.1583 din 16 octombrie 2003, în vederea organizării unor asemenea cursuri. Cursurile sunt organizate pe trei module de pregătire a 30 ore fiecare, respectiv: 
•	Echipamente și instalații energetice; 
•	Gestiunea energiei și managementul proiectelor energetice; 
•	Utilizarea eficientă a energiei.
Centrul de Cercetare în Inginerie Electrică, înființat în 2003, a fost inițial condus de prof.univ.dr.ing. Mariana Jurian, iar ulterior de prof.univ.dr.ing. George Căruntu.
În anul 2003, Universitatea a primit Certificat al Sistemului de Management al Calității ISO 9001, fiind prima universitate românească auditată și certificată de  o autoritate competentă în domeniu, Bureau Veritas.
2004 – prezent
În data de 25 martie 2004 în cadrul Ședinței de Senat a fost aleasă noua conducere a universității formată din: Prof.univ.dr.ing. Cornel Panait – Rector, Prof.univ.dr. Doina Carp – Prorector și conf.dr.ing. Feiza Memet - Secretar Științific al Senatului, pentru un mandat de 4 ani.
Începând cu anul universitar 2004/2005, universitatea a primit autorizare provizorie pentru a organiza studii univeristare de licență la forma frecvență redusă pentru specializările maritime dezvoltate în mod tradițional de universitate, și anume: Navigație și Transport Maritim și Fluvial, Electromecanică, Electrotehnică, în stagiu de 6 ani. Studiile cu frecvență redusă s-au bucurat de un mare interes în rândul celor care sunt deja ambarcați la bordul navelor ca nebrevetați, pe funcții de marinar, motorist, respectiv electrician. În primul an de funcționare au fost înmatriculați un număr de 600 studenți. La această formă de învățământ se pot înmatricula și absolvenții cu diplomă de învățământ superior tehnic, în ani superiori la facultatea pentru care optează, în funcție de curricula universitară parcursă anterior.
În anul 2005 au fost autorizate provizoriu specializările: Ingineria și Protecția Mediului în Industrie, conform Hotărârii CNEAA, nr. RC S 089/158,103 A și Tehnologii și Sisteme de Telecomunicații, conform Hotărârii CNEAA nr RC S 089/159 A.
Specializarea Inginerie Economică în Transporturi a fost autorizată provizoriu în anul 2006, conform Hotărârii CNEAA nr. RCS 089/26 A.
Cu aprobarea Comisiei Superioare de Atestare și avizul dat de Ministerul Educației și Cercetării, Senatul Universității este abilitat să acorde titlul de DOCTOR și DOCTOR HONORIS CAUSA unor personalități marcante ale vieții științifice naționale și internaționale. Universitatea a acordat acest titlu unor personalități direct implicate în domeniul maritim: Osman Kamil Sag – Profesor la Universitatea Tehnică din Istanbul, Gunther Zade - Profesor la World Maritime University, Eftimios Mitropoulos –Secretarul Comitetului Maritim din cadrul Organizației Maritime Internaționale și Dumitru Mazilu – Ambasador al României.
În luna februarie 2008 în Universitatea Maritimă din Constanța s-au desfășurat alegeri pentru conducere academică la nivel de catedre, decanate, rectorat. În ședința Senatului din data de 18 februarie 2008, după confirmarea alegerilor desfășurate la nivel de catedre și decanate, în unanimitate de voturi, au fost aleși conf.univ.dr.ing. Violeta Ciucur, Secretar Științific al Senatului, Conf.univ.dr.ing. Eugen Bârsan, Prorector Cercetare Științifică și Cooperare Internațională, Conf.univ.dr.ing. Emil Oanță, Prorector Probleme Academice și Dezvoltare și Prof.univ.dr.ing. Cornel Panait, Rector, confirmat prin Ordin al Ministrului Educației, Cercetării și Tineretului.

## Cadre didactice
Cadrele didactice sunt constituite în 4 catedre: Catedra de Navigație și Transport Naval, Catedra de Științe Matematice și Umaniste, Catedra de Electrotehnică, Electronică și Informatică, Catedra de Inginerie Mecanică.  
Începând cu anul universitar 2008-2009, pentru o mai bună derulare a activității de cercetare, cele 96 de cadre didactice ale universității au fost arondate unui număr de 11 departamente specifice fiecărui domeniu de competență: Departamentul Echipamente Mecanice, Departamentul Discipline Tehnice Generale, Departamentul Mediu, Departamentul Electronică și Telecomunicații, Departamentul Automatizări și Informatică Aplicată, Departamentul Electrotehnică, Departamentul Discipline Fundamentale, Departamentul Limbi Străine, Departamentul Educație Fizică și Sport, Departament Navigație, Departament Manevra și Teoria Navei, Departament Economie și Management Naval.
La 1 octombrie 2008 universitatea are un număr de 96 cadre didactice titulare; structura personalului didactic pe funcții didactice, în evoluție pe perioada 2004-2008 este prezentată în diagramele alăturate:

## Cercetare științifică
Alături de educație, misiunea unei instituții de învățământ superior este aceea de a desfășura actitvități de cercetare în domeniul de competență al cadrelor didactice. În prezent, activitatea de cercetare este îndreptată mai puțin către cercetare fundamentală, cât mai ales spre proiecte de cercetare, care asigură finanțarea și modernizarea laboratoarelor, echipamentelor, aplicațiilor software și a echipamentelor de asistare a procesului educativ.  
Printre proiectele de cercetare dezvoltate în universitate putem enumera: REEHUC-Noi rezultate experimentale privind evoluția de tip HUBBLE a ciocnirilor nucleare relativiste, GLOBE - Influența modificărilor geo-climatice și regionale asupra dezvoltării durabile în Dobrogea, Programul Sectorial ERASMUS (SP), Studii avansate de elasticitate aplicată din perspectiva multidisciplinară asistate de calculator, MECIMM- Model cultural specific IMM-urilor românești în contextul managementului cunoașterii, MEP - Maritime Education Platform, Creșterea eficienței economice a procesului de reparații navale, Securizarea cu fibră optică a transferului între compartimentele sistemului naval de guvernare - reducerea costurilor de reparații, Sistem electronic pentru afișarea parametrilor de navigație la intrarea în Portul Constanța, OPTIMPORT- Modelarea și optimizarea infrastructurii navigabile în portul Constanța și Constanța Sud Agigea pentru creșterea siguranței navigației și eficientizarea manevrelor navelor de mare tonaj, MARICOMP- Developing competencies of Maritime Lecturers, UNI-C, SITUMET-Distant Simulation and tutorial systems on board - New approches to ensure work process oriented maritime education and training, RELANSIN- Cercetări multidisciplinare privind modelul teoretic și experimental al unei electrocentrale ecologice bazate pe energia valurilor marine, INSECO-Platforma de cercetare și dezvoltare tehnologică pentru obținerea de insecticide ecologice, NETROV – Platforma de cercetare și tehnologică, de dezvoltare a roboților subacvatici utilitari, cu dezvoltarea unui minirobot pentru investigații subacvatice, RO-WATERBORNE - Promovarea Cercetării Românești din domeniul naval în contextul integrării în Platforma tehnologică europeana WATERBORNE, ș.a.